# Lady Camones
Lady Mercedes Camones Soriano, née le 20 février 1975 à Chimbote, est une avocate et femme politique péruvienne. Membre de l'Alliance pour le progrès (APP), elle est députée, depuis 2021, et présidente éphémère du Congrès péruvien en 2022.

## Biographie

### Jeunesse et formation
Elle étudie à l'université privée Antenor Orrego et y obtient une licence de droit. Elle prépare également une maîtrise en gestion publique à l'université César Vallejo, mais la laisse inachevée.
De 2003 à 2018, elle est directrice régionale du registre national d'identification et d'état civil.

### Parcours politique
Son parcours politique débute lors des élections régionales péruviennes de 2018, elle est alors candidate à présidence du département d'Áncash pour le parti Force populaire, mais n'est pas élue.
Lors des élections générales péruviennes de 2021, elle est élue pour le parti Alliance pour le progrès, avec 6 203 voix, pour la législature de 2021 à 2026,.

#### Première vice-présidente et éphémère présidente
Le 26 juillet 2021, elle est élue première vice-présidente du Congrès péruvien sous la présidence de Maricarmen Alva. Le 26 juillet 2022, elle est élue présidente du Congrès. 
Le 5 septembre suivant, elle est destituée de sa fonction en raison de révélations d'un enregistrement avec César Acuña, le dirigeant de son parti APP. Dans cet enregistrement, on entend Acuña demander à Camones de favoriser son projet de loi qui avance les élections législatives, et que soit voté en priorité une loi de redécoupage électoral le favorisant pour l'élection au poste de gouverneur de la région La Libertad.
La motion de censure, portée par les groupes de la coalition gouvernementale de gauche, accuse la présidente de corruption et de trafics d'influence. Elle est adoptée par la gauche et grâce à l'aide des groupes centristes avec 61 voix pour et 47 contre.